# Gare d'Ambérieu-en-Bugey
La gare d'Ambérieu-en-Bugey est une gare ferroviaire française de la ligne de Lyon-Perrache à Genève (frontière), située sur le territoire de la commune d'Ambérieu-en-Bugey, dans le département de l'Ain en région Auvergne-Rhône-Alpes.
Mise en service en 1856, elle se situe à l'intersection des lignes Lyon-Genève et Mâcon-Ambérieu. Le site de la gare, qui s'étend sur près de 2 km, comprend de nombreuses installations, notamment une gare voyageurs, une importante gare de triage et un ancien dépôt de locomotives à vapeur.

## Situation ferroviaire
Établie à 247 mètres d'altitude, la gare de bifurcation d'Ambérieu-en-Bugey est située, au point kilométrique (PK) 51,453 de la ligne de Lyon-Perrache à Genève (frontière) entre les gares ouvertes de Meximieux - Pérouges et de Saint-Rambert-en-bugey, et au PK 68,309, et de la ligne de Mâcon à Ambérieu juste après la gare ouverte d'Ambronay - Priay. Elle est également l'origine de la ligne d'Ambérieu à Montalieu-Vercieu précédée de la gare de Vaux. Cette ligne partiellement déclassée est utilisée pour le trafic de fret jusqu'à Lagnieu.
La gare dispose de trois quais centraux desservant 6 voies ; le quai 1 dessert la voie A qui mesure 313 m. Le quai 2 dessert les voies B et C, mesurant respectivement 315 m et 336 m. Enfin, le quai 3 dessert les voies E, D et F qui ont une longueur de 102 m (voie en butoir), 348 m et 367 m.

## Histoire
Après de longues études, et négociations, dont l'origine remonte à une idée émise en 1830, la loi no 549 promulguée le 10 juin 1853, par Napoléon III, finalise les choix et l'organisation de la « concession du Chemin de fer de Lyon à la frontière de Genève, avec embranchement sur Bourg et Mâcon ». Cette loi confirme le choix d'Ambérieu comme point de départ d'un embranchement qui doit se raccorder, à Mâcon, avec la ligne de Paris à Lyon.
En 1855 lorsque débutent les premiers travaux préparant l'arrivée du chemin de fer, Ambérieu-en-Bugey est un bourg rural de 2 472 habitants, ayant des ressources essentiellement produites par l'agriculture locale. L'ouverture le 23 juin 1856, par la Compagnie des chemins de fer de Paris à Lyon et à la Méditerranée (PLM), des 75 km de voies ferrées entre Lyon-Saint-Clair et Ambérieu ainsi qu'entre Ambérieu et Bourg-en-Bresse est le début d'une histoire ferroviaire qui va, au fil du temps, profondément transformer la vie de la population, le chemin de fer en devenant l'élément central de l'économie locale et un important employeur.
La ligne poursuit sa progression vers Genève avec l'ouverture le 7 mai 1857 des 65 km entre Ambérieu et Seyssel. L'ouverture de la section de ligne entre Seyssel et Genève a lieu le 18 mars 1858 et enfin le 1er juin 1859 est mise en service la section entre Lyon Saint-Clair et Lyon-Brotteaux.
Le tronçon entre Bourg-en-Bresse et Mâcon sera mis en service du 6 juin au 20 juillet 1857.
Dans les années 1870, la gare complète ses équipements et voit l'arrivée d'une nouvelle ligne. En 1873 le dépôt est agrandi, avec notamment la construction d'une rotonde qui peut accueillir 48 locomotives à vapeur. En 1875, les travaux d'agrandissement du dépôt s'achèvent et de nouvelles voies sont posées pour accueillir la nouvelle ligne du PLM. La ligne Ambérieu - Montalieu est une voie ferrée de 18 km dont le but est de permettre l'acheminement de pierre de taille vers les grandes villes, les exploitations étant confrontées a une demande qu'elles ne peuvent satisfaire du fait des difficultés et des coûts du transport par chariots et par bateaux. Elle passe par la gare de Villebois PLM avant de franchir le Rhône sur un pont pour rejoindre Montalieu. En 1879, on ajoute un bâtiment pour le « corps de garde » équipé de dortoirs et sur les quais de la gare voyageurs, on érige un abri métallique.

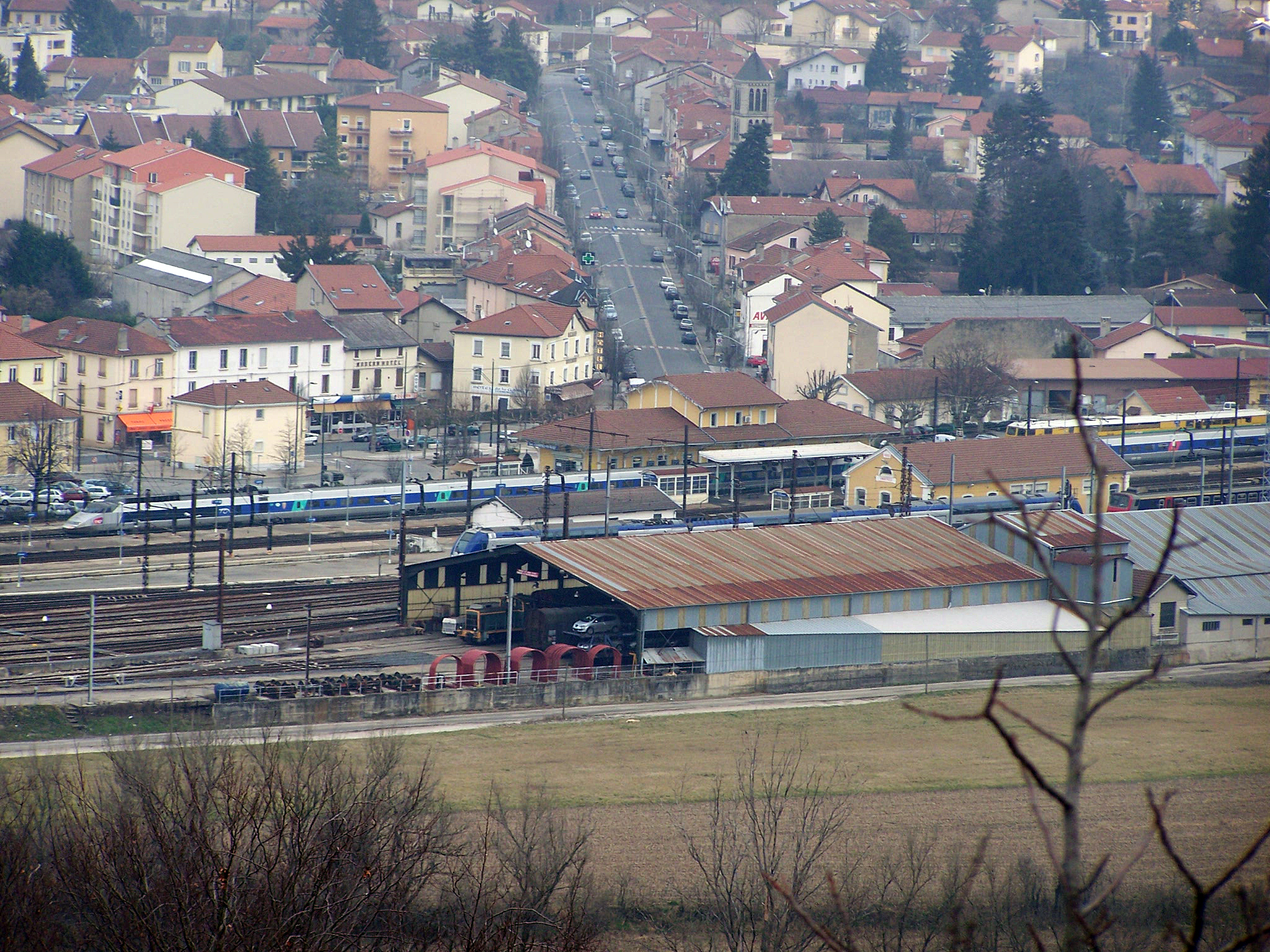
Vue depuis la tour de Saint-Denis-en-Bugey, passage sans arrêt d'un TGV Strasbourg-Marseille.

En 1891, des mécaniciens du dépôt créent une section du « Syndicat général professionnel des Mécaniciens et Chauffeurs, Conducteurs de machines à vapeur de France et d'Algérie ». Le 23 juillet, le président du Syndicat général annonce 130 adhérents pour la section d'Ambérieu. En 1898, la compagnie des chemins de fer du Sud-Est, qui deviendra la régie des Tramways de l'Ain, réalise une liaison tramway entre les stations, Ambérieu-Ville, et Ambérieu-PLM proche de la gare PLM.
En 1930, le quartier de la gare, créé en 1856 lors de l'arrivée de la première voie ferrée, compte maintenant 31 habitations, 25 appartiennent à des salariés des Chemins de fer, à la même époque, qui semble être l'apogée du développement de l'« étoile d'Ambérieu » avec 247 locomotives au dépôt, le bourg devenu petite ville compte près de 6 800 habitants et le PLM emploie environ 2 150 cheminots.
Le 7 juin 1944, une opération à haut risque est organisée par des cheminots résistants et des maquisards, elle met hors service 52 locomotives et de nombreux autres matériels. Cette action, en diminuant les capacités d'un site stratégique et en réduisant les communications de l'armée allemande, évite le bombardement du site par les Alliés. Une stèle érigée sur l'emprise ferroviaire de la gare rappelle ce fait d'armes et la résistance des cheminots.
L'année 1953 souligne le début d'une nouvelle ère pour les chemins de fer avec l'inauguration par la locomotive électrique CC 7106 de la ligne de Lyon à Culoz nouvellement électrifiée, et la fin d'une époque avec la démolition de la marquise protégeant les quais de la gare voyageurs d'Ambérieu.
En 1998, le choix est celui de la conservation, avec la remise en état, de la gare voyageurs construite par la compagnie PLM.

## Fréquentation
Selon les estimations de la SNCF, la fréquentation annuelle de la gare s'élève aux nombres indiqués dans le tableau ci-dessous.
| Année               | 2024      | 2023      | 2022      | 2021      | 2020    | 2019      | 2018      | 2017      | 2016      | 2015      |
| ------------------- | --------- | --------- | --------- | --------- | ------- | --------- | --------- | --------- | --------- | --------- |
| Nombre de voyageurs | 1 527 121 | 1 404 224 | 1 334 530 | 1 043 483 | 838 327 | 1 254 920 | 1 168 627 | 1 223 516 | 1 188 233 | 1 195 489 |

## Service des voyageurs

### Accueil

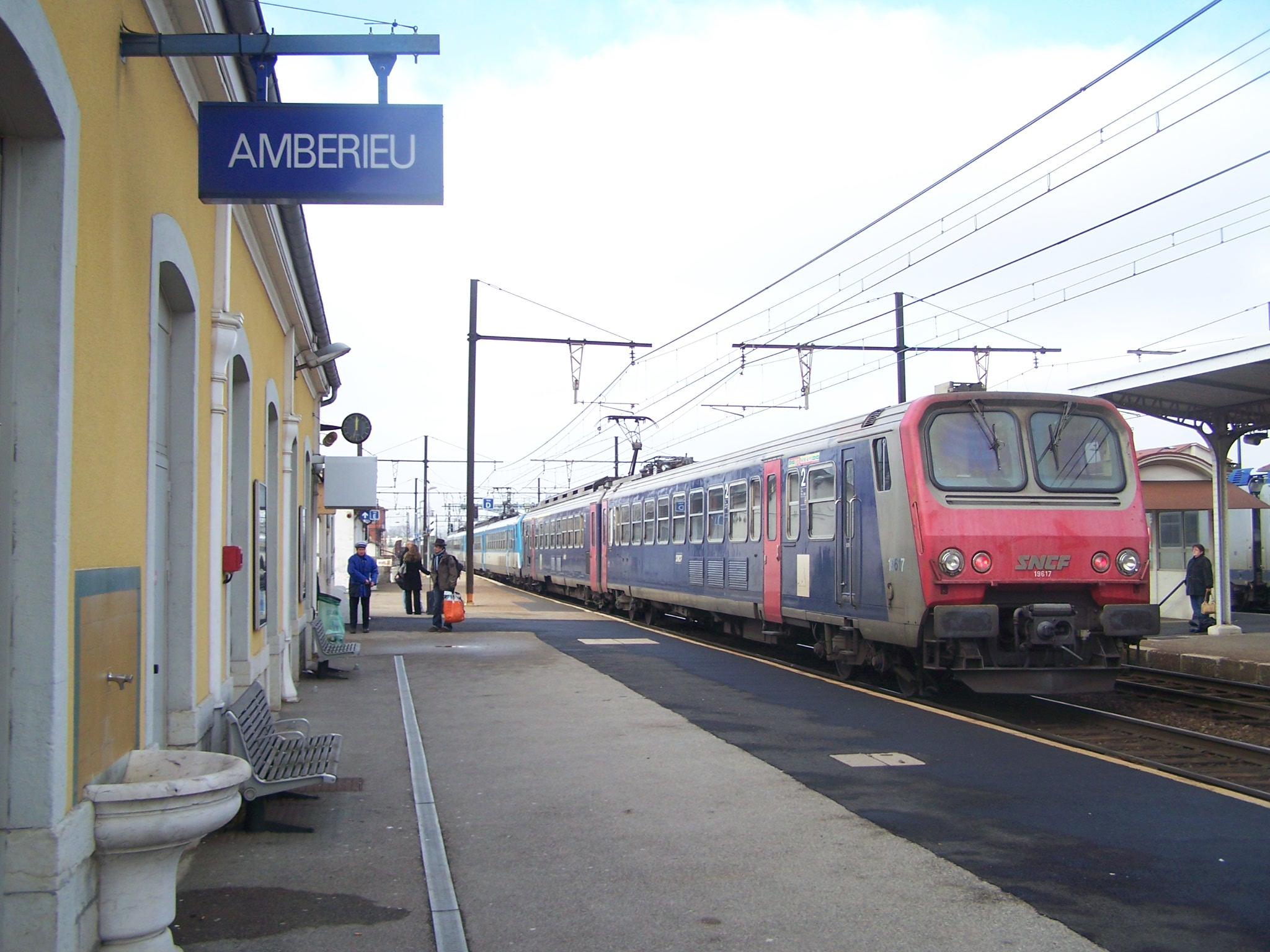
Départ à la voie D de deux Z2 assurant la liaison Chambéry – Lyon-Part-Dieu.

La gare possède des quais et voies propres aux lignes Lyon – Genève et Mâcon – Ambérieu. Les voies A et B correspondent à la ligne venant de Bourg-en-Bresse et Mâcon et les voies C et D à celles venant de Genève et Chambéry. La voie E (voie en butte) est utilisée comme voie terminus pour certains des trains arrivant de Lyon et la voie F sert seulement pour certains autres au départ d'Ambérieu.

### Desserte
Les TER Auvergne-Rhône-Alpes desservant la gare sont ceux des lignes :
- Saint-Étienne-Châteaucreux  ↔ Ambérieu-en-Bugey via Lyon-Part-Dieu;
- Lyon-Part-Dieu ↔ Genève-Cornavin via Culoz et Bellegarde;
- Lyon-Part-Dieu ↔ Saint-Gervais-les-Bains-Le Fayet  via Culoz, Bellegarde, Annemasse,Cluses et Sallanches (liaison directe uniquement les samedis en période hivernale)[16];
- Lyon-Part-Dieu  ↔ Annecy via Culoz et Aix-les-Bains-Le Revard ;
- Ambérieu-en-Bugey ↔ Chambéry via Culoz et Aix-les-Bains-Le Revard;
- Ambérieu-en-Bugey  ↔ Mâcon-Ville via Bourg-en-Bresse;

La gare est aussi desservie par quelques TER Bourgogne-Franche-Comté assurant la liaison:
- Lyon-Perrache  ↔ Belfort via Lyon-Part-Dieu, Bourg-en-Bresse, Lons-le-Saunier et Besançon-Viotte.

### Intermodalité
La gare est le nœud central du Réseau de transport ambarrois (abrégé en TAM), le réseau de bus municipal d'Ambérieu-en-Bugey : quatre des cinq lignes transitent (lignes 1 et 3) ou font terminus à la gare (ligne 2 et Navette Tiret).

## Service des marchandises
Cette gare est ouverte au service du fret: c'est un important site de triage possédant quatre installations terminales embranchées, des voies de service et une cour de marchandises. Elle est également ouverte au service infrastructure de la SNCF.

## Musée du cheminot

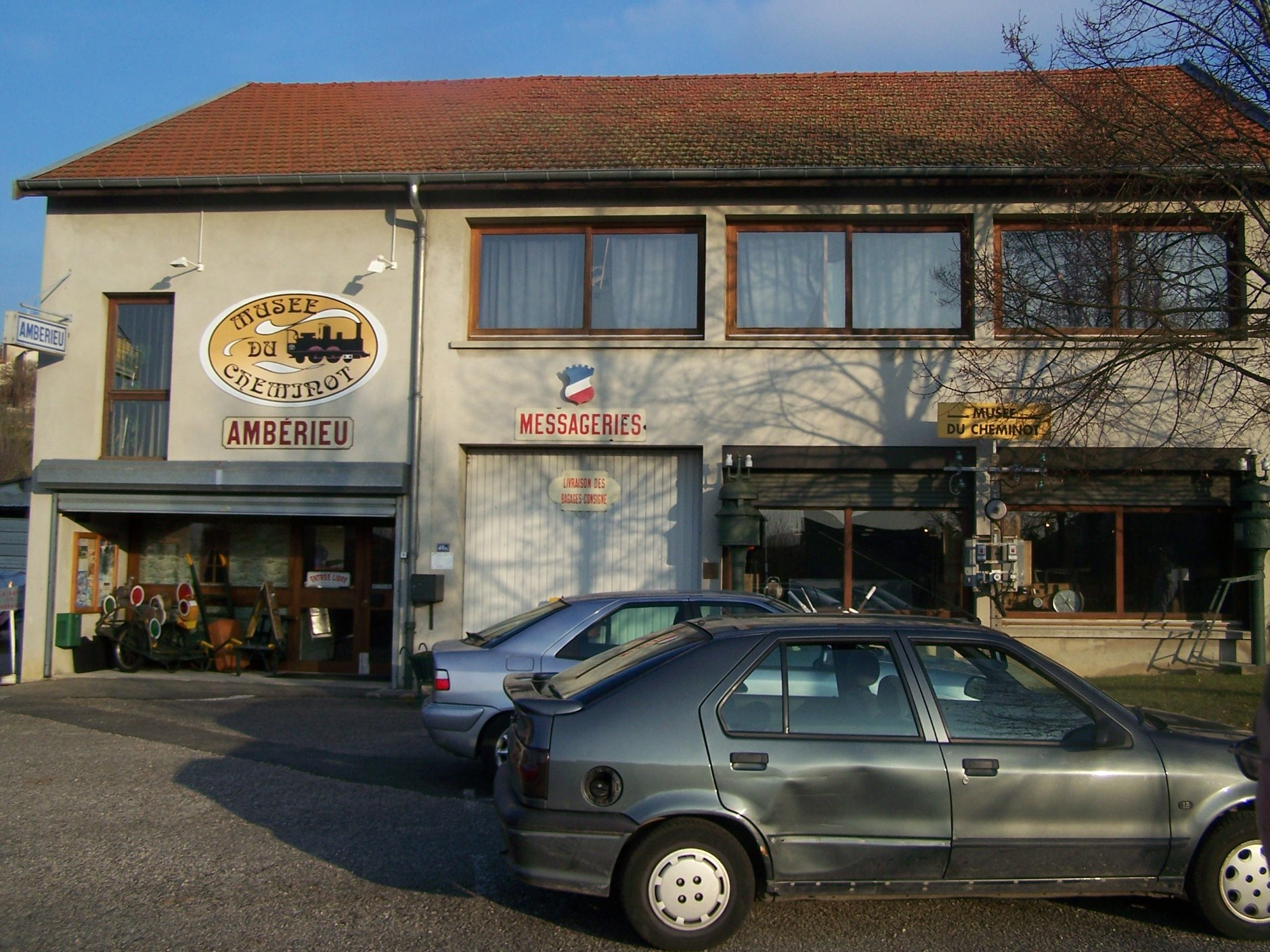
Entrée du musée.

Un important musée du cheminot est installé à proximité de la gare, il utilise aussi une partie de la rotonde du dépôt pour entreposer du matériel roulant. Le musée conserve le fond du PLM (1850-1975), il comporte une importante documentation sur les périodes PLM et SNCF du dépôt et de la gare d'Ambérieu-en-Bugey avec notamment plans et photos.

## L'APMFS s'installe dans la rotonde
En 2008, l'Association pour la préservation du matériel ferroviaire savoyard (APMFS) s'installe sur le site de la gare, dans l'ancienne rotonde, de 1913, du dépôt de locomotives d'Ambérieu-en-Bugey. À la demande de la SNCF, une inauguration officielle a lieu le 27 mars 2009.

## Modélisme ferroviaire
La gare, son quartier et son dépôt PLM de locomotives à vapeur, a inspiré une reconstitution à l'échelle « O » soit 1/43e, en modélisme ferroviaire, primée et reconnue.